# ジョアン・ゴンサウヴェス・フィーリョ
ジョアン・ゴンサウヴェス・フィーリョ（João Gonçalves Filho, 1934年12月7日 - 2010年6月27日）はブラジルの男子水泳選手、水球選手。サンパウロ州サンパウロ出身。
1952年にヘルシンキオリンピックの4×200メートル自由形リレーと、100メートル背泳ぎの選手としてオリンピックに初出場する。1956年メルボルンオリンピックでも代表に選ばれ100メートル背泳ぎに出場した。
1960年のローマオリンピックでは水球競技の代表に選ばれ、以降1964年の東京オリンピック、1968年のメキシコシティオリンピックに出場した。